# Neuville-sur-Authou
 Neuville-sur-Authou  là một xã thuộc tỉnh Eure trong vùng Normandie miền bắc nước Pháp.